# Qin Gang
Qin Gang (xinès simplificat: 秦刚) (Tianjin, 1966) és un polític i diplomàtic xinès. Ministre d'Afers Exteriors de la República Popular de la Xina durant uns mesos de 2023. És la persona més jove que ha ocupat aquest càrrec a la història de la Xina. El 25 de juliol de 2023 la premsa internacional va anunciar l'estranya destitució de Qin, després d'una perllongada absència de l'escena pública. El govern el va substituir per Wan Yi.

## Biografia
Qin Gang va néixer el 19 de març de 1966 a la municipalitat de Tianjin (Xina). És llicenciat en Política Internacional a la Universitat de Relacions Internacionals.

#### Carrera diplomàtica
Va començar la seva carrera diplomàtica el 1988 treballant a l'Oficina de Serveis de Pequín per a Missions Diplomàtiques. El 1992, va passar al Ministeri d'Afers Exteriors de la República Popular de la Xina, primer com agregat i després com tercer secretari del Departament d'Afers d'Europa Occidental. Del 1995 a 1999 va ser segon i tercer secretari de l'ambaixada al Regne Unit de la Gran Bretanya i Irlanda del Nord i més tard, després d'ocupar càrrecs diversos al Ministeri, va ser nomenat ambaixador al Regne Unit (2010-2011). Després, Qin va exercir com a director general del departament d'informació del Ministeri fins al 2014, quan es va convertir en director general del departament de protocol. El 2017, el seu últim any en aquest càrrec, va exercir simultàniament com a viceministre d'Afers Exteriors.
El 2021 va ser nomenat Ambaixador Extraordinari i Plenipotenciari de la República Popular de la Xina als Estats Units d'Amèrica. El 30 de desembre, el president Xi Jinping va signar l'ordre presidencial d'acord amb la decisió presa a la 38a reunió del Comitè Permanent de la Tretzena Congrés Popular Nacional de la República Popular de la Xina, amb la destitució de Wang Yi com a Ministre d'Afers Exteriors, i el nomenament de Qin Gang. El 25 de juliol de 2023 el govern el va tornar a nomenar Ministre d'Afers Exteriors després de l'estranya destitució de Qin Gang.
Va ser elegit membre del Comitè Central del Partit Comunista de la Xina l'octubre de 2022.